# 汕头神社
汕头神社（日语：／ Suwatō jinja）是日本侵华战争时期大日本帝国军队在军事占领地中华民国广东省汕头市（今中华人民共和国广东省汕头市）建造的一座在华神社，祭祀对象为昭宪皇太后、大国魂神、大己贵命、少彦名命及能久亲王。战争结束后被改造为他用，最终被拆除，现已不存在遗址。

## 历史
抗日战争时期汕头沦陷后，日军开始在外马路中段的原德国驻汕头领事馆旧址处筹建汕头神社，并于1941年11月3日建成。1945年日本战败投降，带走了神社内的灵位等物品。1956年3月，汕头市图书馆于此设立馆址，但几年后又迁出，此址改为少年宫。1970年代间，汕头市劳动局和知识青年办公室等机构在此设址办公。1975年秋天，汕头市技工学校（汕头市技工学校、汕头市第二技工学校、今汕头技师学院的前身）复校，在神社庭院的西侧搭建竹棚作为临时教室。1977年夏天，汕头市图书馆搬回此址。1982年（一说1981年），神社被完全拆除，建立汕头市图书馆新馆舍。神社原址现为汕头市文化馆，该处尚存狛犬一座:101。